# 2733 Hamina
A 2733 Hamina (ideiglenes jelöléssel 1938 DQ) a Naprendszer kisbolygóövében található aszteroida. Yrjö Väisälä fedezte fel 1938. február 22-én.